# Virac (Tarn)
Virac (okzitanisch gleichlautend) ist eine französische Gemeinde mit 252 Einwohnern (Stand: 1. Januar 2022) im Département Tarn in der Region Okzitanien. Sie gehört zum Arrondissement Albi und zum Kanton Carmaux-2 Vallée du Cérou. Die Einwohner werden Viracois genannt.

## Geographie
Virac liegt rund 20 Kilometer nordnordwestlich von Albi. Umgeben wird Virac von den Nachbargemeinden Salles im Norden und Nordwesten, Monestiés im Norden und Nordosten, Labastide-Gabausse im Osten, Mailhoc im Süden, Villeneuve-sur-Vère im Südwesten, Milhavet im Westen und Südwesten sowie Livers-Cazelles im Westen und Nordwesten.

## Bevölkerungsentwicklung
| Jahr                       | 1962 | 1968 | 1975 | 1982 | 1990 | 1999 | 2006 | 2017 |
| Einwohner                  | 267  | 263  | 220  | 206  | 221  | 211  | 226  | 234  |
| Quellen: Cassini und INSEE |      |      |      |      |      |      |      |      |

## Sehenswürdigkeiten
- Kirche Saint-Victor aus dem 15. Jahrhundert